# Kuchaiburi
Kuchaiburi är en ort i Indien.   Den ligger i distriktet Mayūrbhanj och delstaten Odisha, i den östra delen av landet, 1 100 km sydost om huvudstaden New Delhi. Kuchaiburi ligger 268 meter över havet och antalet invånare är 23 072.
Terrängen runt Kuchaiburi är huvudsakligen platt, men österut är den kuperad. Terrängen runt Kuchaiburi sluttar västerut. Runt Kuchaiburi är det ganska tätbefolkat, med 248 invånare per kvadratkilometer. Trakten runt Kuchaiburi består till största delen av jordbruksmark.